# Die gestohlene Hose
Die gestohlene Hose ist ein deutscher Spielfilm von Géza von Cziffra aus dem Jahr 1956.

## Handlung
Der Wiener Hotelier Sebastian Wellner und sein Sohn Hans Wellner melden das Verschwinden ihres Dieners Ferdinand Kofler und einer Hose, deren Taschen mit Bargeld gefüllt waren. Später wird sich herausstellen, dass Ferdinand bei einer Freundin aufgehalten wurde und kein Diebstahl im Spiel war.
Der leichtlebige Hans soll auf Wunsch seines Vaters in Tirol die Hotelbranche erlernen. Hans verliebt sich in Edith Martens, der Nachmieterin seiner Wiener Wohnung. Edith wird vorübergehend ihre Tante Amalie begleiten, die auf dem Weg nach Tirol ist, um nach 10 Jahren Besatzungszeit das Schloss Rabenstein wieder zu bewohnen. Um in der Nähe von Edith bleiben zu können, nimmt Hans eine Dienerstellung bei Tante Amalie an. An seiner Stelle schickt Hans den Diener Ferdinand nach Tirol, wo dieser unter dem Namen ‘Hans Wellner’ die Volontärstelle antritt.

## Produktion
Die gestohlene Hose entstand im Filmatelier Göttingen und hatte seine Uraufführung am 17. Mai 1956 im Kino Lichtburg (Essen). Szenenfotos, Programmhefte und Plakate sind unter Heinz Erhardt Freunde zu sehen.

## Kritik
Das Lexikon des internationalen Films bezeichnete den Film als einen anspruchslosen deutschen Filmschwank mit einem undurchsichtigen Verwechslungsspiel.